# Castillo Toyama
El castillo Toyama (富山城 Toyama-jō?), también llamado castillo Azumi (安住城 Azumi-jō?), es una fortificación del siglo XVI en Toyama, capital de la prefectura homónima (Japón). Aunque el tenshu (torre principal) fue demolido durante el período Meiji, en 1954 fue reconstruido y en la actualidad alberga el museo municipal.

## Historia
El señor local Mizukoshi Katsushige mandó a construir el castillo en el año 1543. La actual prefectura de Toyama presenció numerosas rivalidades entre clanes, que tomaron varias veces el edificio. Los clanes Jinbō y Sīna disputaron el poder de la provincia, y aunque el primero presentaba ventaja, los Sīna se aliaron con Uesugi Kenshin. Pese a que los contrarios contaron con la ayuda de Shingen Takeda, el clan Sīna derrotó a su rival, cuyo líder huyó. Después de la muerte de Kenshin en 1578, Nobunaga Oda fortaleció la presión sobre la provincia, y en el mismo año envió a Nagasumi Jinbō, quien derrotó al ejército de Uesugi. Nagasumi recuperó el castillo de Toyama, pero en 1582 debido al ataque de los antiguos sirvientes, perdió el control de la fortaleza. Nobunaga no perdonó este fracaso y expulsó a Nagasumi, por lo que la corriente principal del clan Jinbō desapareció. Nobunaga tomó de nuevo Toyama gracias a la campaña de su general subordinado, Sassa Narimasa.
Más adelante, en 1585, Toyotomi Hideyoshi atacó y destruyó la fortificación, que pasó una reconstrucción y que posteriormente fue incendiada en 1609. Durante el período Edo la fortaleza sirvió como base de la rama de Toyama del clan Maeda. El castillo sufrió daños por incendios y terremotos a lo largo de su historia hasta su desmantelamiento en el 1870 a causa de la Restauración Meiji. El tenshu fue reconstruido en el año 1954, después de que los terrenos sufrieran aún más daños tras la Segunda Guerra Mundial.
En la actualidad el recinto está rodeado por un parque, el torreón mantiene un museo de historia municipal y en los terrenos también se encuentra el Museo de Arte Conmemorativo Sato Sukeroku, dedicado a las artesanías y a la ceremonia del té. Entre otros objetos, el museo alojado en el tenshu expone un casco de samurái de 1,4 m de alto perteneciente a Maeda Toshiie, uno de los principales generales de Nobunaga.

## Arquitectura

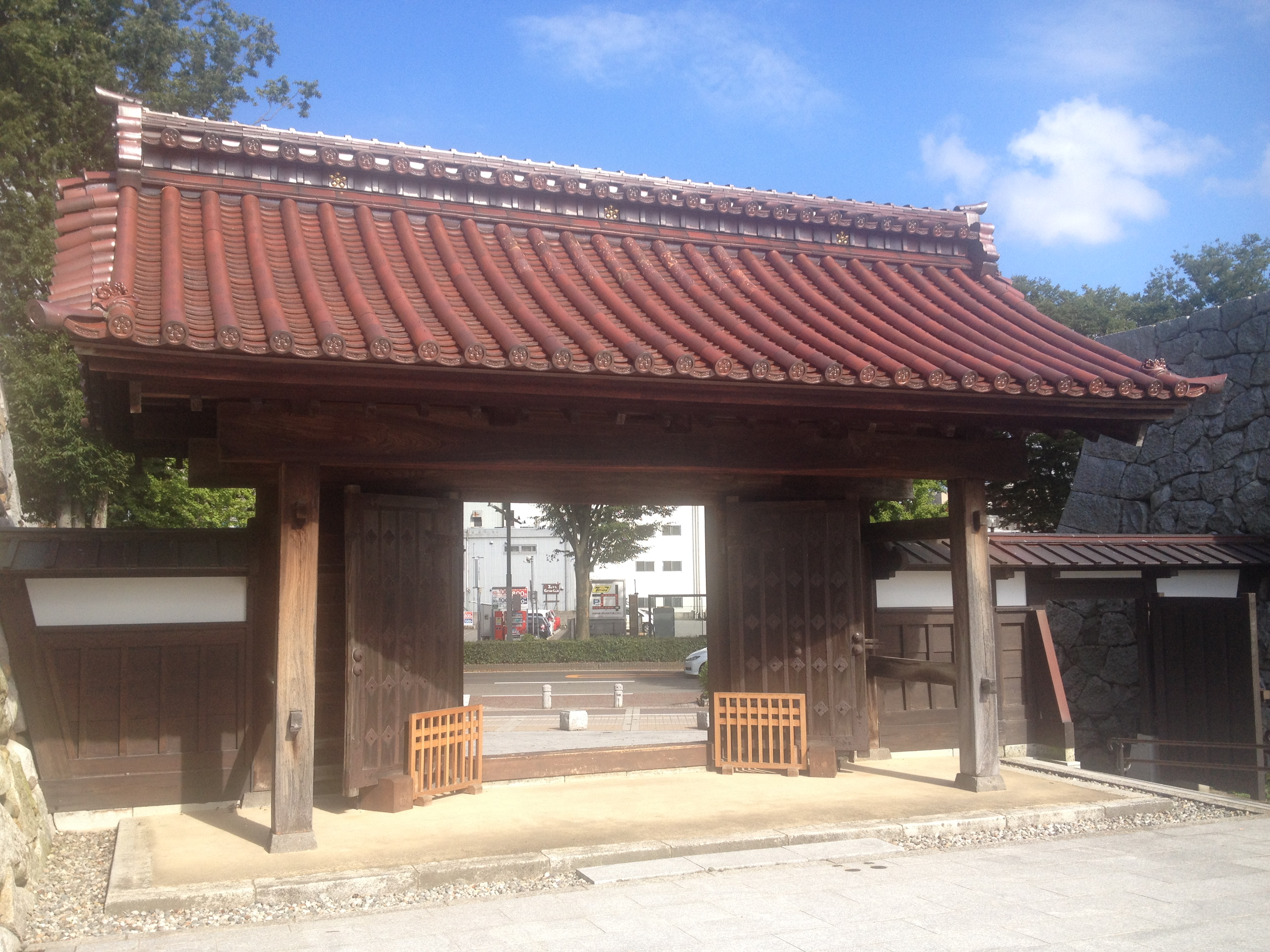
La puerta chitose gomōn.

En 1954 se construyó la edificación actual siguiendo como ejemplo el castillo Inuyama. El castillo de Toyama extrajo agua del río Jinzū para rellenar sus fosos con tal de aumentar la protección; por este motivo a menudo se lo llamaba castillo flotante. Dentro de los terrenos también se encuentran las puertas chitose gomōn, que se construyeron en 1849 y se consideran bienes culturales en Toyama. Estas destacan por sus tejas rojizas y porque no fueron desmanteladas desde su creación.